# Wakizashi
Wakizashi je kraći samurajski mač. Zajedno s katanom tvori daisho. 

## Izgled
Wakizashi je obično bio dugačak između 30 i 60 cm (često 50 cm) i bio tanji od katane pa je stoga mogao lakše sjeći. 

## Korištenje
Korišten je za obranu. Koristio se kada katana nije bila dostupna ili kao pomoć pri borbi. Kraći wakizashiji su se mogli baciti u protivnika izvan dometa za katanu. Za razliku od ostalih oružja, wakizashi se smio unositi u kuće pri posjeti. Samuraj je uvijek imao wakizashi kod sebe, čak i dok je spavao (pod jastukom). U ranijim vremenima umjesto wakizashija se nosio tanto. Koristio se (uz tanto) u seppuki.